# Acorn System 5
O System 5 foi um computador de uso científico produzido pela Acorn Computers. A principal diferença para as máquinas anteriores da série, é que a UCP funcionava em 2 MHz.

## Características
| UCP           | Synertek 6502A em 2,00 MHz |
| RAM           | 32 KiB—64 KiB (máxima) |
| ROM           | 4 KiB? |
| Teclado       | mecânico, 62 teclas |
| Display       | Motorola MC6845, 32x24 ou 16x12 (texto). Modos gráficos: 64x64 (4 cores), 64x96 (4 cores), 128x96 (monocromático), 64x192 (4 cores), 128x192 (2 cores), 256x192 (monocromático). |
| Portas        | interface de gravador cassete, saída para TV, 10 slots de expansão |
| Armazenamento | até dois acionadores de disquete, 5" 1/4 |